# Brańsk
Brańsk (udtale: [braɲsk], hviderussisk: Бранск, litauisk: Branskas)  er en by  i den sydlige del af voivodskabet Podlaskie i det nordøstlige Polen,  med   3.583(2021)  indbyggere og et areal på 	32,43  km².  Den  er en del af  powiatet (amt) Bielsk.

## Geografi
Brańsk ligger i den geografiske region i Europa kendt som Wysoczyzny Podlasko–Białoruskie og mesoregionen kendt som Bielsk-sletten (polsk: Równina Bielska). Nurzec-floden, en biflod til Bug-floden, løber gennem Brańsk. 
Den ligger ca.:
- 140 kilometer nordøst for Warszawa, Polens hovedstad
- 69 kilometer sydvest for Białystok, hovedstaden i Podlaskie Voivodeship
- 25 kilometer vest for Bielsk Podlaski, sæde for  powiat Bielsk

## Historie
Den 23.-25. juni 1264 blev Slaget ved Brańsk udkæmpet i byens nærhed. Polske styrker ledet af hertug Boleslaw 5. den Kyske besejrede styrkerne af Jotvingere ledet af Komata (Kumata).
Den 18. januar 1493 modtog Brańsk et bycharter baseret på Magdeburg-rettigheder fra storhertugen af Litauen, Alexander Jagiellon.
Brańsk var en kongeby, administrativt beliggende i Podlaskie Voivodeskab i Provinsen Lillepolen i Kongeriget Polens krone. Den 3. polske nationale kavaleribrigade var stationeret i Brańsk før Polens tredje deling.